# Lomas del Aire
Lomas del Aire är en ort i Mexiko.   Den ligger i kommunen Acapulco de Juárez och delstaten Guerrero, i den södra delen av landet, 290 km söder om huvudstaden Mexico City. Lomas del Aire ligger 368 meter över havet och antalet invånare är 370.
Terrängen runt Lomas del Aire är huvudsakligen kuperad, men åt sydost är den platt. Runt Lomas del Aire är det tätbefolkat, med 397 invånare per kvadratkilometer. Närmaste större samhälle är Acapulco, 10,6 km söder om Lomas del Aire. I omgivningarna runt Lomas del Aire växer i huvudsak lövfällande lövskog.